# Ліван на зимових Олімпійських іграх 2006
Ліван брав участь у Зимових Олімпійських іграх 2006 року у Турині (Італія) учотирнадцяте за свою історію, але не завоював жодної медалі. Збірну країни представляли 3 учасники, з яких 1 жінка.

## Гірськолижний спорт
| Спортсмен                 | Вид змагання       | Фінал         | Фінал         | Фінал         | Фінал         | Фінал         |
| Спортсмен                 | Вид змагання       | Заїзд 1       | Заїзд 2       | Заїзд 3       | Всього        | Місце         |
| ------------------------- | ------------------ | ------------- | ------------- | ------------- | ------------- | ------------- |
| Шірін Нджейм (жінки)      | Швидкісний спуск   | n/a           | n/a           | n/a           | 2:02.86       | 34            |
| Шірін Нджейм (жінки)      | Супергігант        | n/a           | n/a           | n/a           | 1:37.93       | 46            |
| Шірін Нджейм (жінки)      | Гігантський слалом | 1:06.80       | Не фінішувала | Не фінішувала | Не фінішувала | Не фінішувала |
| Шірін Нджейм (жінки)      | Слалом             | 47.24         | 51.90         | n/a           | 1:39.14       | 39            |
| Шірін Нджейм (жінки)      | Суперкомбінація    | Не фінішувала | Не фінішувала | Не фінішувала | Не фінішувала | Не фінішувала |
| George Salameh (чоловіки) | Слалом             | 1:07.62       | 1:03.99       | n/a           | 2:11.61       | 43            |

Примітка: У комбінації чоловіків 1-й заїзд — швидкісний спуск, заїзди 2 і 3 — слалом. У жіночій комбінації, заїзди 1 та 2 — слалом, а заїзд 3 — швидкісний спуск.

## Скелетон
| Спортсмен     | Вид змагання | Фінал   | Фінал   | Фінал   | Фінал |
| Спортсмен     | Вид змагання | Заїзд 1 | Заїзд 2 | Всього  | Місце |
| ------------- | ------------ | ------- | ------- | ------- | ----- |
| Патрик Антакі | Чоловіки     | 1:03.01 | 1:01.43 | 2:04.44 | 27    |